# 스카우트 사인

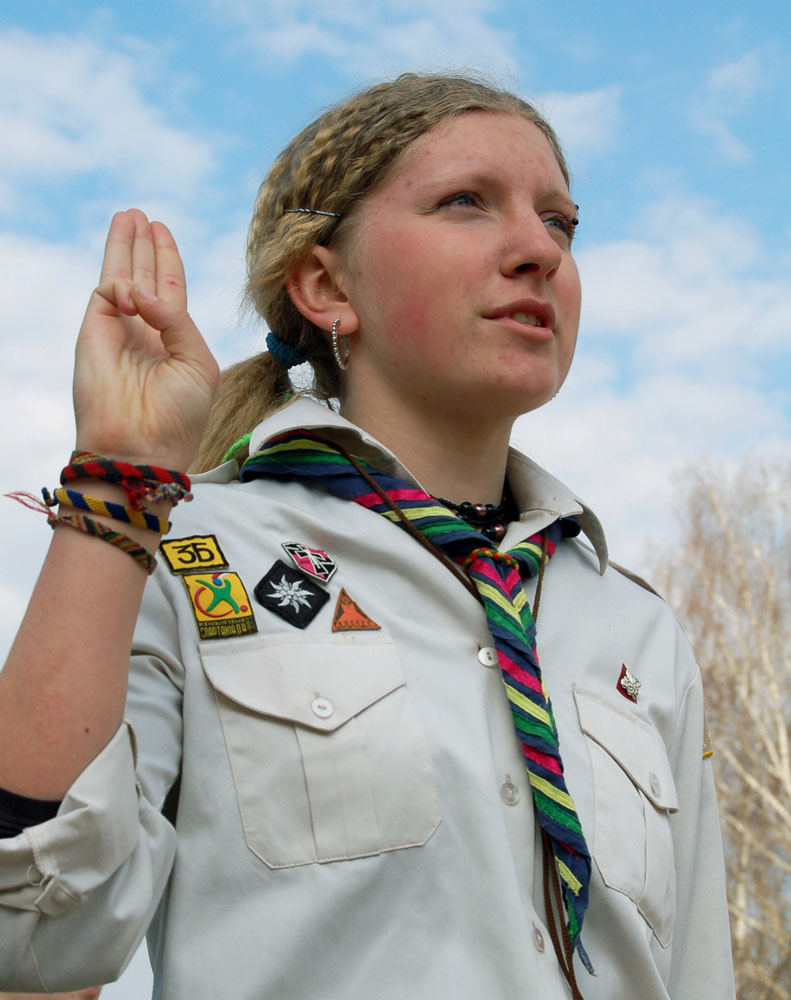
스카우트 사인을 하는 소녀

스카우트 사인(Scout sign)은 스카우트 일원이 사용하는 인사 제스처이다. 엄지와 새끼손가락을 제외한 나머지 손가락을 핀다.